# Hoplopleura veprecula
Hoplopleura veprecula är en insektsart som beskrevs av Ferris 1921. Hoplopleura veprecula ingår i släktet Hoplopleura och familjen gnagarlöss. Inga underarter finns listade i Catalogue of Life.